# Slot 2
Lo Slot 2 viene considerato impropriamente un socket, in quanto era dedicato ad ospitare i processori Intel Xeon. In realtà con questo termine ci si riferisce alle specifiche elettriche e meccaniche del connettore utilizzato per collegare i core di tali CPU alle schede madri. Il suo design partiva, innanzitutto, da quello classico dei normali socket utilizzati anche per i Pentium ma in questo caso il processore veniva montato su un Single Edge Connector Cartridge (SECC), simile nell'aspetto ad una scheda PCI con 330 contatti, necessario in quanto tale processore prevedeva una cache L2 non integrata nel core ma saldata sulla SECC. Lo Slot 2 derivava ancor di più dalla controparte per i sistemi desktop Slot 1 utilizzato per i Pentium II e i primi Celeron e Pentium III.
Ne vennero progettate anche delle varianti, Slot 3 e Slot M per gli Itanium.
Nello stesso periodo anche AMD aveva pensato ad una soluzione a slot per i primi Athlon Classic con il suo Slot A, apparentemente uno Slot 1 "girato" di 180° ma elettricamente e meccanicamente incompatibile con le motherboard sviluppate per Intel.
Venne sostituito dal Socket 603 per le successive generazioni di Xeon.